# Cefaline
Le cefaline sono composti organici ordinari dei tessuti animali e vegetali che appartengono alla classe dei glicerofosfolipidi, in quanto formati da un gruppo fosfato e uno scheletro di glicerolo esterificato da due acidi grassi e un alcol derivato. Si riscontrano in concentrazioni elevate soprattutto nel cervello e nel midollo spinale.
La fosfatidiletanolammina, la fosfatidilserina e il fosfatidilinositolo, ad esempio, sono cefaline che derivano dall'unione di un acido α₁-fosfatidico con il rispettivo alcol derivato (etanolammina nel caso del primo, serina nel caso del secondo, e inositolo nell'ultimo).